# Musikjahr 1864
Liste der Musikjahre

◄◄ | ◄ | 1860 | 1861 | 1862 | 1863 | Musikjahr 1864 | 1865 | 1866 | 1867 | 1868 | ► | ►►

Weitere Ereignisse
Dieser Artikel behandelt das Musikjahr 1864.

## Ereignisse

### Uraufführungen
- 04. Februar: Die Uraufführung der romantischen Oper Die Rheinnixen von Jacques Offenbach erfolgt am Kärntnertortheater in Wien. Das Libretto stammt von Charles Nuitter und wurde für die Erstaufführung von Alfred von Wolzogen ins Deutsche übersetzt. Die Erkrankung eines Hauptdarstellers, des Tenors Alois Ander, hat Offenbach zu starken Kürzungen veranlasst, so dass das Werk nur als Torso zur Aufführung kommt. Das Werk ist zwar kein Misserfolg, doch geht die wagnerianische Presse, die lieber den Tristan auf der Bühne gesehen hätte, dagegen an.

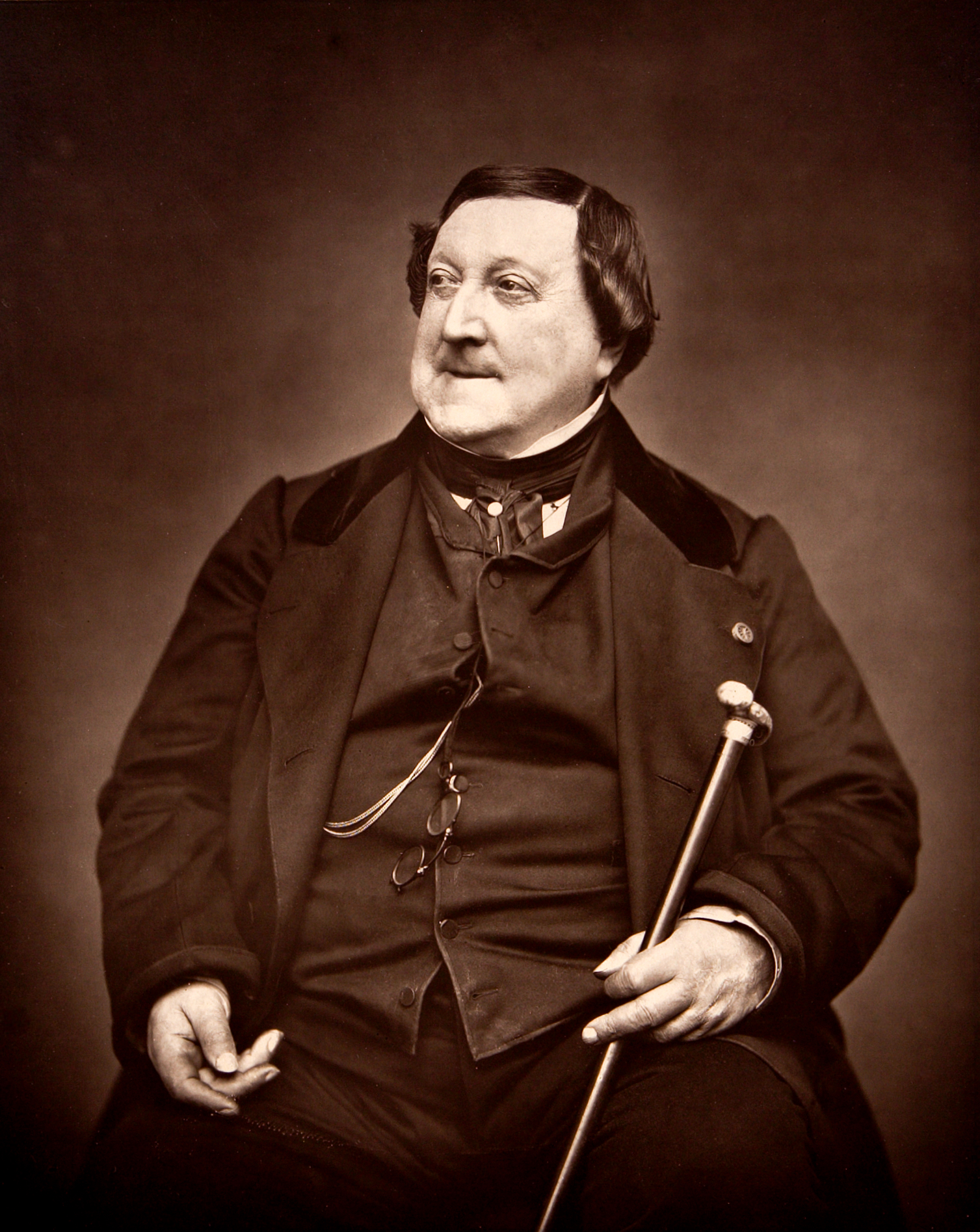
Gioacchino Rossini

- 14. März: Die Petite Messe solennelle von Gioacchino Rossini wird in Paris zur Einweihung der Privatkapelle eines mit dem Komponisten befreundeten Adeligen uraufgeführt. Albert Lavignac leitet die Aufführung vom Harmonium aus. Die erste öffentliche Aufführung der Messvertonung in ungewöhnlicher Besetzung für Singstimme, zwei Klaviere und Harmonium folgt tags darauf im Pariser Théâtre-Italien und wird ein großer Erfolg.
- 20. Juni: Die Operette Pique Dame von Franz von Suppè hat ihre Uraufführung am Thalia-Theater in Graz. Sie basiert auf Suppés einaktiger Operette Die Kartenschlägerin, die erst zwei Jahre zuvor, am 26. April 1862, im Theater am Franz-Josefs-Kai uraufgeführt worden ist. Keiner der beiden Versionen ist ein Erfolg beschieden.
- 10. September: Die Operette Franz Schubert von Franz von Suppè mit dem Libretto von Hans Max hat ihre Uraufführung am Carltheater in Wien.
- 16. Dezember: Die Uraufführung der Operette Le Serpent à plumes von Léo Delibes findet am Théâtre des Bouffes-Parisiens in Paris statt.
- 17. Dezember: Die Operette La belle Hélène (Die schöne Helena) von Jacques Offenbach auf ein Libretto von Henri Meilhac und Ludovic Halévy mit Hortense Schneider in der Titelrolle wird am Théâtre des Variétés in Paris uraufgeführt. Offenbach kann damit an seinen Erfolg Orpheus in der Unterwelt anknüpfen.
- Das Ballett in vier Akten Das bucklige Pferdchen von Arthur Saint-Léon und Cesare Pugni wird in Sankt Petersburg uraufgeführt.

### Vokalmusik
- Johannes Brahms: Neun Lieder und Gesänge für eine Singstimme und Klavier op. 32

### Populäre Musik
- Nach dem 18. April: Der preußische Militärmusiker Johann Gottfried Piefke komponiert anlässlich des Sturms auf die Düppeler Schanzen den Düppeler-Schanzen-Marsch. Zu Ende des Krieges komponiert er auch den König Wilhelm I. gewidmeten Siegesmarsch.
- George Frederick Root komponiert im Sezessionskrieg das Lied Tramp! Tramp! Tramp!, um den gefangenen Soldaten der Nordstaaten Mut zu geben.
- Johann Strauss (Sohn): Der Komponist brachte im Jahr 1864 folgende Werke heraus: Morgenblätter (Walzer) op. 279; Studentenlust (Walzer) op. 285; Aus den Bergen (Walzer) op. 292; Persischer Marsch op. 289; Faust-Quadrille WoO; Saison-Quadrille op. 283; Quadrille sur des airs français op. 290; Vergnügungszug (Schnellpolka) op. 281; Gut bürgerlich (Polka) op. 282; Patronessen-Polka op. 286; Newa-Polka op. 288; ’s gibt nur a Kaiserstadt, ’s gibt nur a Wien (Schnellpolka) op. 291 und die Juristenball-Polka op. 280.

### Sonstiges
- 04. Mai: Der in Geldnöten steckende Komponist Richard Wagner lässt sich auf Einladung König Ludwigs II. in München nieder.
- 03. Dezember: Das von Intendant Franz Wallner nach Plänen des Architekten Eduard Titz neu errichtete Wallner-Theater in Berlin wird eröffnet.
- nach dem 20. August: Unter dem Eindruck einer Aufführung der Oper Tannhäuser von Richard Wagner in Linz komponiert Anton Bruckner die Messe Nr. 1 in d-Moll.
- Anton Bruckner: Herbstkummer, WAB 72; Herbstlied, WAB 73; Um Mitternacht, WAB 89

## Geboren

### Januar bis Juni
- 06. Januar: Joseph-Daniel Dussault, kanadischer Organist und Musikpädagoge († 1921)
- 26. Januar: Karl Schell, Schweizer Komponist und Dirigent († 1936)
- 05. Februar: Carl Teike, deutscher Militärmusiker und Komponist († 1922)
- 07. Februar: Ricardo Castro Herrera, mexikanischer Pianist und Komponist († 1907)
- 26. Februar: Alfred Bachelet, französischer Komponist, Dirigent und Musikpädagoge († 1944)
- 15. März: Johan Halvorsen, norwegischer Komponist und Dirigent († 1935)

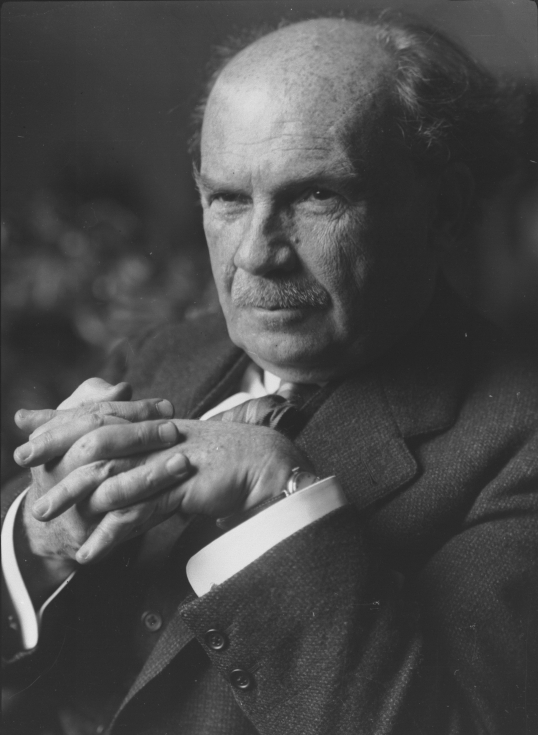
Eugen d’Albert; * 10. April

- 19. März: Clemens Breitenbach, deutscher Komponist und Pädagoge († 1943)
- 23. März: Hjalmar Borgstrøm, norwegischer Musikjournalist und Komponist († 1925)
- 23. März: Louis Glass, dänischer Komponist († 1936)
- 26. März: Franz Liftl, österreichischer Musiker und Komponist († 1932)
- 29. März: Henri Lutz, französischer Komponist († 1928)

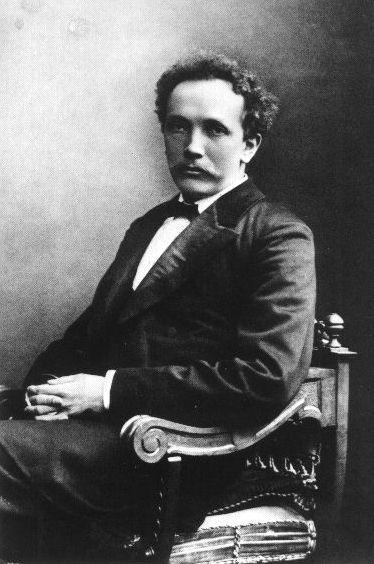
Richard Strauss; * 11. Juni

- 10. April: Eugen d’Albert, deutscher Komponist und Pianist († 1932)
- 16. April: Flora Batson, US-amerikanische Sängerin († 1906)
- 18. April: Alfred Brun, französischer Geiger, Musikpädagoge und Komponist († 1935)
- 24. April: Vojtěch Blatný, tschechischer Chorleiter und Organist († 1954)
- 09. Mai: Emmett Lundy, US-amerikanischer Old-Time-Musiker († 1953)
- 13. Mai: Ferdinand Pertzborn, deutscher Organist und Kirchenmusikdirektor († 1909)
- 13. Mai: Vesta Tilley, britische Sängerin und Schauspielerin († 1952)
- 23. Mai: Artur Eccarius-Sieber, deutscher Musikpädagoge († 1919)
- 23. Mai: Carlos de Mesquita, brasilianischer Komponist und Pianist († 1953)
- 11. Juni: Richard Strauss, deutscher Komponist und Dirigent († 1949)
- 15. Juni: Joseph Guy Ropartz, französischer Komponist und Dirigent († 1955)
- 29. Juni: Anton Beer-Walbrunn, deutscher Komponist († 1929)

### Juli bis Dezember
- 03. Juli: Anton Schmutzer, österreichischer Musiker und Komponist († 1936)
- 06. Juli: Hans Chemin-Petit d. Ä., deutscher Komponist († 1917)
- 06. Juli: Alberto Nepomuceno, brasilianischer Komponist († 1920)
- 08. Juli: Nikolai Rasumnikowitsch Kotschetow, russischer Komponist († 1925)
- 11. Juli: Petar Danow, bulgarischer Hellseher, Alchemist, Mystiker, Astrologe und Musiker († 1944)
- 14. Juli: Frank Nicholson Abernethy, britischer Organist, Chorleiter und Komponist († 1927)
- 16. Juli: Joseph O’Mara, irischer Operntenor († 1927)
- 20. Juli: Gaston Carraud, französischer Komponist und Musikkritiker († 1920)
- 05. August: Resurrección María de Azkue, baskischer Philologe, Musikwissenschaftler, Komponist und römisch-katholischer Priester († 1951)
- 14. August: Kate Cutler, britische Sängerin und Schauspielerin († 1955)
- 18. August: Gemma Bellincioni, italienische Opernsopranistin († 1950)
- 07. September: Giovanni Tebaldini, italienischer Komponist, Musikwissenschaftler und Organist († 1952)
- 20. September: Dimitri Wladimirowitsch Achscharumow, russischer Geiger, Komponist, Musikpädagoge und Dirigent († 1938)

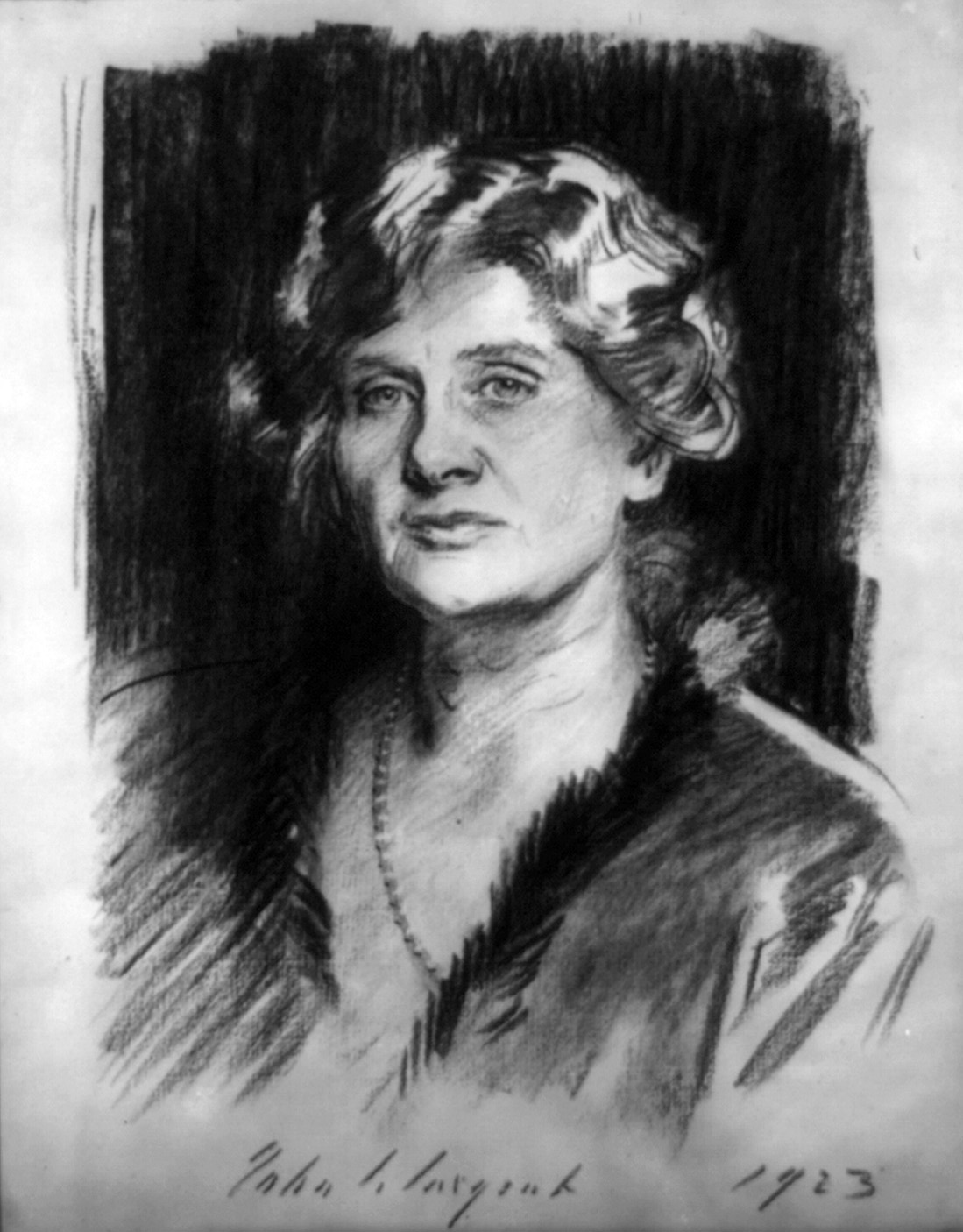
Elizabeth Sprague Coolidge; * 30. Oktober

- 21. September: Frederick Field Bullard, US-amerikanischer Komponist († 1904)
- 01. Oktober: José del Hierro, spanischer Geiger, Musikpädagoge und Komponist († 1933)
- 11. Oktober: Alix Fournier, französischer Komponist († 1897)
- 25. Oktober: Alexander Tichonowitsch Gretschaninow, russischer Komponist († 1956)
- 26. Oktober: Marija Nikolajewna Androssowa-Ionowa, russische bzw. sowjetische Folkloristin jakutischer Herkunft († 1941)
- 30. Oktober: Elizabeth Sprague Coolidge, US-amerikanische Pianistin und Mäzenin († 1953)
- 01. November: Clotilde Milanollo, deutsche Violinistin und Musikpädagogin italienischer Herkunft († 1937)
- 19. Dezember: Adolf Sandberger, deutscher Komponist und Musikwissenschaftler († 1943)
- 23. Dezember: Adolf Mikeš, tschechischer Musikpädagoge († 1929)
- 24. Dezember: Stéphan Elmas, türkisch-armenischer Komponist und Pianist († 1937)
- 31. Dezember: Alessandro Longo, italienischer Komponist und Musikwissenschaftler († 1945)

### Genaues Geburtsdatum unbekannt
- Francesco Daddi, italienischer Opernsänger († 1945)
- Max Gießwein, deutscher Sänger († 1937)
- Victor Piaggio, argentinischer Dirigent und Musikpädagoge († 1922)
- Timotheos Xanthopoulos, griechischer Pianist, Komponist und Musikpädagoge († 1942)

## Gestorben
- 04. Januar: Mateu Ferrer i Oller, katalanischer Komponist, Organist, Orchesterleiter und Kapellmeister (* 1788)
- 08. Januar: Victor Dourlen, französischer Komponist (* 1780)

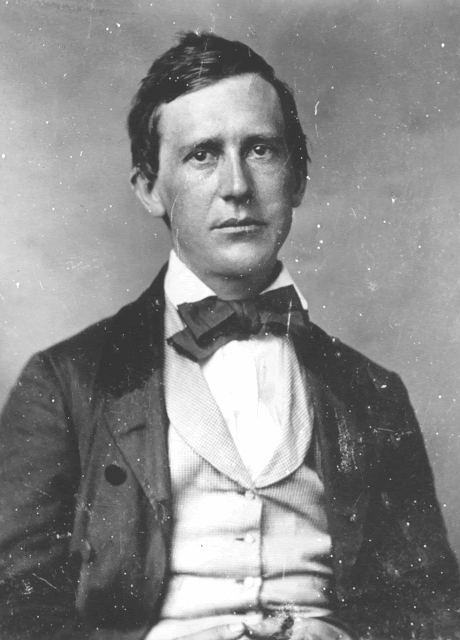
Stephen Foster; † 13. Januar

- 13. Januar: Stephen Foster, US-amerikanischer Songwriter (* 1826)
- 26. Januar: Otto Lindblad, schwedischer Komponist (* 1809)
- 16. Februar: Wenzel Heinrich Veit, tschechischer Komponist (* 1806)
- 25. März: Ivar Fredrik Bredal, dänischer Komponist (* 1800)
- 28. März: Ernst Friedrich Gruhl, deutscher Kupferschmied und Glockengießer (* 1822)
- 13. April: Johann Gottlob Schneider, deutscher Komponist und Organist (* 1789)
- 02. Mai: Giacomo Meyerbeer, deutscher Komponist und Dirigent (* 1791)
- 28. Juli: Johann Hermann Kufferath, deutscher Komponist (* 1797)

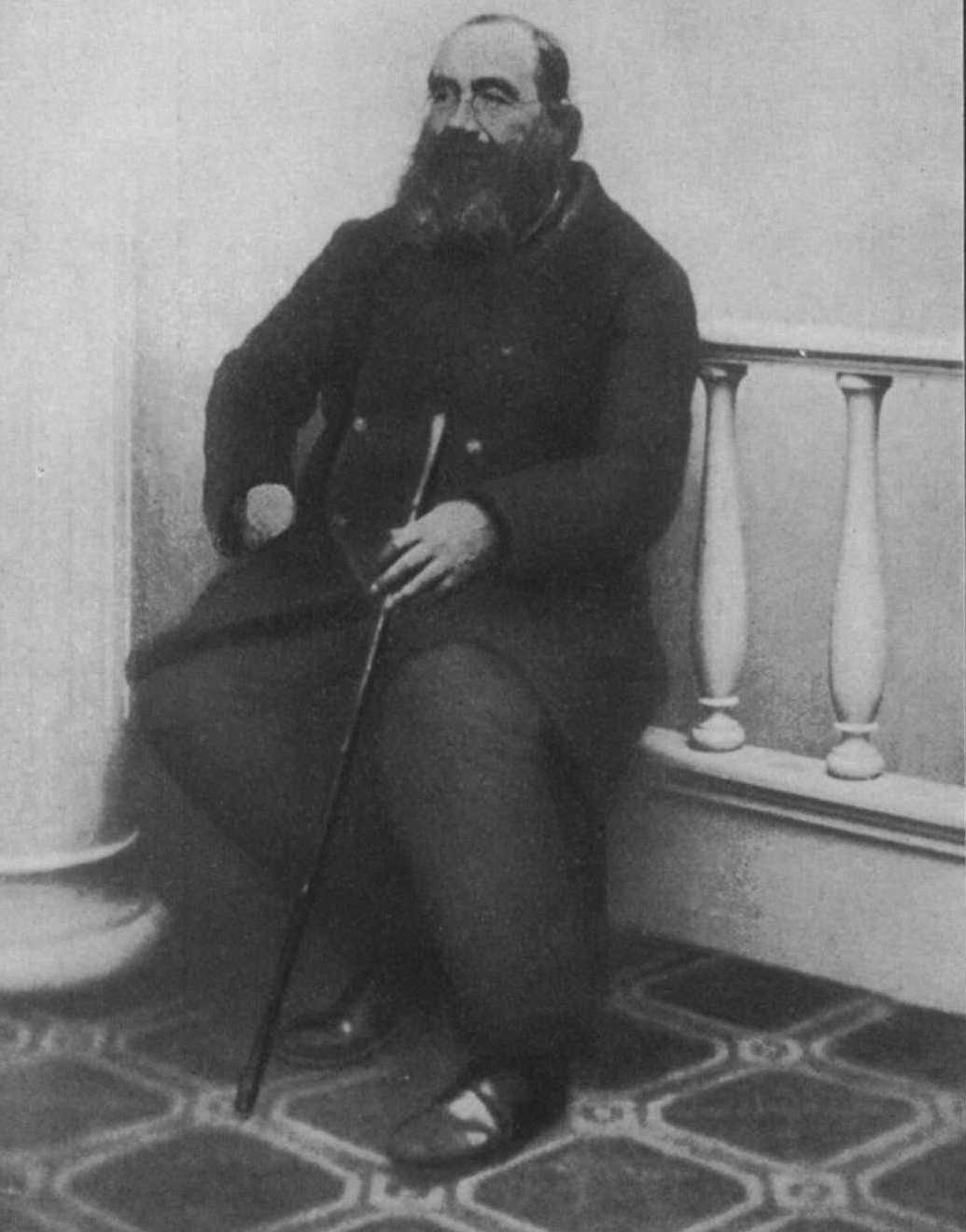
Jakob Lorber; † 24. August

- 13. August: Jean-Baptiste-Louis Guiraud, französischer Komponist, Geiger und Musikpädagoge (* 1804)
- 21. August: Émile Chevé, französischer Musiktheoretiker und Musikpädagoge (* 1804)
- 23. August: Johann Georg Frech, deutscher Musikdirektor, Komponist und Organist (* 1790)
- 24. August: Jakob Lorber, österreichischer Schriftsteller und Musiker (* 1800)
- 05. Oktober: Johann Joseph Reiff, deutscher Schriftsteller, Librettist und Beamter (* 1793)
- 14. Oktober: Paul Scudo, französischer Musikkritiker und Musikschriftsteller (* 1806)
- 18. Oktober: Jacques François Gallay, französischer Hornist (* 1795)
- 20. Dezember: Josef Proksch, tschechisch-deutscher Komponist (* 1794)
- 21. Dezember: William Henry Fry, US-amerikanischer Komponist und Musikkritiker (* 1813)